# Экономика инков
Экономика (хозяйство) Империи инков — структура и принципы построения хозяйства государства Инков, древнего государства доколумбовой Южной Америки, существовавшего в период с XV по XVI века́ н. э. на территории нынешних Перу, Боливии, Эквадора, Колумбии, Аргентины и Чили.

## Основные отрасли хозяйства

Дороги Инков

В империи инков существовали развитые транспортная и ирригационная сети.

### Дороги инков
Инки прокладывали пути сообщения, в том числе через горные тропы, по которым имперская армия могла беспрепятственно передвигаться. Общая протяжённость дорог около 25 тыс. км. При передвижении по дорогам в качестве вьючного животного использовалась лама, так как лошадей в Южной Америке не было. По дорогам также была налажена передача посыльными информации, кодированной специальным образом (кипу).

### Почта
Учитывая протяжённость дорог в Тавантинсуйу, составлявшую не менее 10-15 тыс. километров, численность людей, задействованных в 5-7 тысячах почтовых станциях (домиках, размещавшихся строго каждые пол-лиги, то есть ~ 2,8-2,9 км, по 2 служащих на каждую станцию) могла составлять около 10-14 тысяч человек. О скорости доставки сообщений исключительной важности испанский юрист Хуан Поло де Ондегардо, описывавший в 1559 году обряды индейцев в Перу в своём трактате «Заблуждения и суеверные обряды индейцев», смешивая предсказания индейских колдунов и реальную ситуацию, заметил, что:

Эти [чародеи] служат для предсказаний, и для того, чтобы рассказывать о том, что происходит в очень далёких местах, прежде чем оно придёт или сможет прийти в виде новости, ведь даже после прихода Испанцев, случилось так, что на расстоянии более двухсот или трёхсот лиг знали о беспорядках, крупных сражениях, и восстаниях, и погибших, как у Тиранов, так и у тех, кто был на стороне Короля, и об отдельных лицах, в тот же день и час, когда таковые дела совершались, или на следующий день, о чём естественным путём было невозможно о них узнать так быстро.— Revista histórica; órgano del Instituto Histórico del Perú, Volume 1. – Lima, 1906, стр. 220

### Водопровод
Велось активное строительство военных, административных и религиозных сооружений. В Куско и многих других городах был построен водопровод, по искусности не уступавший римскому, но, в отличие от последнего, сделанный без использования вредного для здоровья свинца.

### Металлургия
Тауантинсуйу — единственная цивилизация доколумбовой Америки, в которой была известна бронза (в Месоамерике была известна только медь). Кроме меди и бронзы, инки выплавляли большое количество серебра, золота и их сплавов, среди которых наиболее известна тумбага (легкоплавкий, обладающий высокими механическими и эстетическими качествами сплав 1 части золота с примерно 2 частями меди). Инки также знали платину.

### Постоялые дворы, склады и хранилища
В окрестностях селения Котапачи в Кочабамбе существовало 2076 колька (хранилище округлой формы), что составляет 22,09 % складских построек из известных ныне 9395 единиц в империи инков, то есть это был один из стратегических районов империи, где происходили заготовка и складирование провизии. Средний диаметр хранилищ в Котапачи составлял 3,5 м, а приблизительная высота — 2 м, следовательно, объём округлых хранилищ в долине Кочабамбе мог составлять 45000 м3 (практически весь объём заполнялся провизией), что было очень значительной цифрой даже по отношению к другим провинциальным центрам империи инков. В современных величинах это сопоставимо с 1360 TEU (20-футовыми контейнерами), что могло бы поместиться на контейнеровозе класса Handymax Class (1000—1700 TEU). В целом масштабы складского хозяйства инков были столь велики, что вполне сопоставимы с нашими современными.
Список наиболее крупных объектов приведён в соответствии с географическим расположением с севера на юг:
- Каранке. Столица провинции с постоялыми дворами местного управителя, а также дворами Инки, где располагались постоянные военные гарнизоны с военачальниками.
  - Отавало. Второстепенного значения.
  - Кочески. Второстепенного значения.
- Кито. Королевские главные постоялые дворы. Построены Инкой Тупаком Юпанки, и при этом поставлен наместником и управителем престарелый орехон Чалькомайта. Позже дворы были расширены Вайна Капаком[3]. На королевской дороге возле Кито «через каждые три-четыре лиги были очень приятные и прекрасные постоялые дворы, или дворцы правителей, и очень богато украшенные»[4].
- Мулаало, селение: «в прошлом оно имело постоялые дворы с большими складами, для того, чтобы Инки или их военачальники, проходя здесь, были обеспечены военным снаряжением»[5].
- Кальо, или Латакунга (Льакта-кунга). Столица провинции с главными постоялыми дворами: «Немного далее от Мулаало находится селение и крупные постоялые дворы, называемые Такунга [Tacunga], такие же главные, как и в Кито», в которых заготавливались, в частности, морские свинки, пекари, куры, ламы и птицы. Здесь размещался управитель Инки, занимавшийся сбором податей с окрестных провинций. Также располагалось много митимайев, подчинявшихся наместнику и военачальникам.
  - Мулиамбато. Второстепенного значения дворы и склады. Подчинялись управителю в Латакунге.
  - Амбато.
- Моча. Крупные и многочисленные строения.
- Риобамба, в провинции Пуруаес.
  - Кайамби.
  - Теокахас. Небольших размеров постоялые дворы.
- Тикисамби. Главные постоялые дворы.
- Чан-Чан, в долине Чиму.
- Томебамба, провинции Каньяри. Столица провинции с главными постоялыми дворами и складами. «Там находились военачальники и губернаторы, обладавшие властью отправлять правосудие, набирать войска, если к этому обязывала война, или, если восставал какой-либо тиран», «они были одними из богатейших и превосходнейших во всем Перу, и где стояли лучшие и наиболее прекрасные сооружения»[6]. В окрестностях находились постоялые дворы и склады, расставленные через каждые 11, 16, или 22 км.
  - Каньярибамба, находились в подчинении Томебамбы.
  - Хатунканьяри[7], находились в подчинении Томебамбы.
- Чумбо, провинция. Главные постоялые дворы. Обслуживали Инков и управителей.
- Тумбес, постоялые дворы и крупные склады, с управителем, военачальником, солдатами и митимайями.
- Гуаякиль имел склад для касиков и селений.
- Пальтас, провинция. «Построены эти постоялые дворы, являвшиеся огромными и изысканными, превосходно и тщательно отделанными, поскольку инки считали важной эту провинцию Пальтас», «вблизи было много простых складов, куда сносили дань и подати, какие обязаны были отдавать местные жители своему королю и правителю, и его управителям, [правившим] от его имени»[8].
- Тамбо-Бланко. Постоялые дворы.
- Кахас, провинция. Здесь располагались «крупные постоялые дворы и склады, а также управитель со множеством Митимайев, заботившийся о сборе податей»[9].
- Солана, долина. Склады.
- Поэчос, или Майкавилька, долина с королевскими дворцами, крупными и многочисленными постоялыми дворами и складами.
- Чиму, долина с крупными постоялыми дворами и домами наслаждений инков.
- Мотупе, долина с постоялыми дворами и многочисленными складами.
- Хайанка, долина с крупными постоялыми дворами и складами Инков, в которых пребывали их управители.
- Пакасмайо, долина. Крупные постоялые дворы. Представители Инков собирали дань в поставленные для этой цели склады, откуда дань относилась в столицы провинций, предназначенные для пребывания главных военачальников[10].
- Гуаньапе, долина. Склады и постоялые дворы.
- Санта, долина. Крупные постоялые дворы и много складов.
- Гуамбачо, долина. Постоялые дворы.
- Чилька, долина. Были в ней инкские постоялые дворы и склады для обеспечения инспекционных посещений провинций королевства.
- Чинча, провинция. В долине был поставлен управитель Инки и располагались роскошные постоялые дворы для королей, множество складов, куда складывали продовольствие и военное снаряжение.
- Ика, долина с дворцами и складами.
- Наска, долина с крупными строениями и множеством складов.
- Чачапояс, провинция. Крупные постоялые дворы и склады Инков.
- Гуанкабамба, столица провинции.
- Бомбон (Пумпу), столица провинции.
- Кахамарка. Столица провинции с главными постоялыми дворами и складами. Имела своего управителя, и «повсюду в наибольших селениях размещались крупные склады и постоялые дворы, сюда приходили давать отчёт ввиду того, что она возглавляла соседние с ней провинции, [в том числе] и многие долины равнин»[11].
- Гуануко, город. Столица провинции с крупными постоялыми дворами и складами Инков. «И он был настолько большим во времена Инков, что имел постоянно в подчинении более 30 тысяч индейцев. Министры [управляющие] Инков заботились о сборе обычных податей, а [прилегающие] области расплачивались услугами этому дворцу»[12]. В окрестностях было много других складов и постоялых дворов[13].
- Гуамачуко, провинция и город. Крупные каменные постоялые дворы[14] или королевские дворцы[15]. От Гуамачуко[16] до Кончукос в двух местах были построены постоялые дворы и склады[17].
- Кончукос, провинция. Для получения достаточно количества провизии для солдат и слуг Инки, каждые 4 лиги располагались постоялые дворы и склады, наполненные всем необходимым из того, что имелось в этих краях.
- Гуарас, провинция с постоялыми дворами, большой крепостью или остатки древнего сооружения, похожего на городской квартал.
- Тарама. Крупные постоялые дворы и склады Инков.
- Хауха. Столица провинции с главными постоялыми дворами и складами[18]. Помимо прочего там проживало много золотых дел мастеров, изготовлявших посуду и кувшины из золота и серебра для обслуживания Инков и украшения храма. Жителей пастбищ было более 8 тысяч для услуг храма и дворцов правителей.
- Акос, селение в провинции Гуаманга. Постоялые дворы и склады.
  - Пикой, постоялый двор.
  - Парко, постоялые дворы.
- Пукара, поселение с дворцами Инков и храмом Солнца; и многие провинции приходили сюда с обычной данью, чтобы вручить её управителю, уполномоченному следить за складами и собирать эту дань.
- Асангаро, постоялый двор.
- Гуаманга, город. Крупные постоялые дворы.
- Вилькас. Географический центр Империи. Столица провинции с главными постоялыми дворами и складами. Построить эти постоялые дворы приказал Инка Юпанки, а его преемники улучшили строения: Инка Тупак Юпанки построил для себя дворцы и много складов, которых для хранения оружия, изящной одежды и маиса было более 700. Эти постоялые дворы обслуживало более 40 тысяч индейцев.
- Коропона, важнейший храм в провинции Кунтисуйу, где располагались склады с шерстью[19], было много обслуги и мамакон, крупные стада скота и крупные храмовые наделы[20].
- Сорас и Луканас, провинции. Резиденции Инков, постоялые дворы и обычные склады.
- Урамарка. Постоялые дворы с митимайями.
- Андавайлас, провинция. Постоялые дворы имелись здесь до прихода инков.
  - Кочакаса, постоялые дворы. Построены по приказу Инки Рока[21].
  - Куранпа, постоялые дворы, которые построены по приказу Инки Рока или представителем Инки Юпанки[21].
  - Абанкай или Аманкай, постоялые дворы и склады.
- Апуримак, навесной мост через реку. Поблизости находились постоялые дворы.
- Курагуаси, постоялый двор.
- Лиматамбо, постоялый двор.
- Хакихагуана, долина имела роскошные и великолепные опочивальни для развлечения правителей Инков.
- Куско. Столица империи. Во многих местах этого города и вокруг него находились главные постоялые дворы со складами королей Инков, в которых тот, кто получал в наследство владение отмечал свои праздники.
  - Пукамарка, постоялый двор, где проживали мамаконы и королевские наложницы, прявшие и ткавшие изысканную одежду.
  - Атун Канча, аналогичен предыдущему.
  - Касана, аналогичен предыдущему.
- Юкай, долина с королевской резиденцией и постоялыми дворами.
- Киспиканче, постоялые дворы на дороге Кольясуйу.
- Уркос, постоялые дворы.
- Канчес, постоялые дворы.
- Чака, или Атункана, столица провинции с крупными постоялыми дворами в провинции Канас, построенные по приказу Тупака Инки Юпанки.
- Айявире, столица провинции с дворцами и множеством складов, куда собирали подати. Построены и заселены митимайями по приказу Инки Юпанки.
- Хатунколья. Столица провинции Кольяо с главными постоялыми дворами и складами. До инков это была столица правителя Сапаны.
- Чукуито, столица провинции с крупными постоялыми дворами, существовавшими до инков. Перешли под власть последних, предположительно при Виракоче Инке.
- Гуаки, постоялые дворы.
- Тиауанако, маленькое поселение с главными постоялыми дворами. Здесь родился Манко Капак II, сын Вайна Капака.
- Чукиапо, долина. Одноимённая столица провинции с главными постоялыми дворами.
- Париа. Столица провинции с главными постоялыми дворами и складами.
- Чили, провинция. Здесь также было много крупных населённых пунктов с постоялыми дворами и складами.

### Торговля, налоги и валюта
Отсутствие развитого слоя свободных ремесленников и связанное с этим плохое развитие частного обмена, безденежная торговля и отсутствие торговых посредников — особенность экономики инков.
Налоги собирались в виде труда, жители империи трудились в пользу государства, а в обмен на это они получал всё необходимое. Производство и распределение товаров тоже контролировалось государством, и каждый житель империи мог получить всё необходимое для жизни с государственного склада, включая продукты питания и одежду. Хотя товаров в империи было достаточно, сказать что всем всего хватало нельзя, высшие прослойки общества получали больше, чем им было необходимо, «низы» довольствовались остатками.
Денег как таковых у инков не было, в торговле использовался бартер, товар меняли на товар, а в качестве разменных денег иногда использовали мелкие, востребованные товары, например какао-бобы. Это делало их экономическую систему стабильной, но в то же время примитивной и сильно зависимой от сельского хозяйства. Первые испанские поселенцы, упоминали что в качестве крупных денежных сумм, инки иногда использовали неизвестный европейцам минерал который переливался всеми цветами радуги и не нагревался, если положить его в огонь, инки добывали его в готовом виде в горах и изготавливали из него небольшие пластины которые обменивались на большое количество востребованных товаров. Инки добывали и обрабатывали золото, но оно считалось у них скорее священным нежели драгоценным металлом, из него изготовляли предметы быта, религиозные изделия, праздничные украшения, декоративные изделия. Во внешней торговле использовали раковины мульу, листья коки, одежду, а также медные топорики. Индейцы культуры Чонос (Эквадор) ещё в XV—XVI веках выплавляли медь с содержанием 99,5 % и употребляли её в качестве монеты в виде топориков 2 мм по сторонам и 0,5 мм толщиной. Данная монета ходила по всему западному побережью Южной Америки, в том числе и в государстве Инков в провинции Чинча, где проживало 6000 торговцев
.

### Книги
- Купрієнко С.А. Суспільно-господарський устрій імперії інків Тавантінсуйу : автореф. дис. на здобуття наук. ступеня канд. істор. наук : 07.00.02. (укр.) / Купрієнко Сергій Анатолійович ; КНУ імені Тараса Шевченка. — Киев: ЛОГОС, 2013. — 20 с.
- Куприенко С.А. Источники XVI-XVII веков по истории инков: хроники, документы, письма / Под ред. С.А. Куприенко.. — Киев: Видавець Купрієнко С.А., 2013. — 418 с. — ISBN 978-617-7085-03-3.
- Пачакути Йамки Салькамайва, Куприенко С.А. Доклад о древностях этого королевства Перу / пер. С. А. Куприенко.. — Киев: Видавець Купрієнко С.А., 2013. — 151 с. — ISBN 978-617-7085-09-5.
- Талах В.Н., Куприенко С.А. Америка первоначальная. Источники по истории майя, науа (астеков) и инков / Ред. В. Н. Талах, С. А. Куприенко.. — Киев: Видавець Купрієнко С.А., 2013. — 370 с. — ISBN 978-617-7085-00-2.